# 琼榄属
琼榄属（学名：Gonocaryum）是心翼果科下的一个属，为灌木或小乔木植物。该属共有9种，分布于亚洲热带地区。

## 下属物种
- 台湾琼榄 Gonocaryum calleryanum
- 琼榄 Gonocaryum lobbianum